# Workprint

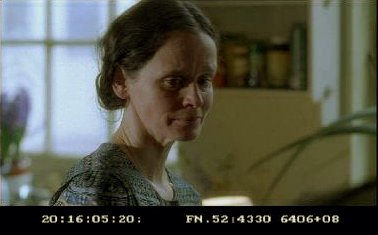
Quadro capturado a partir de uma edição digital workprint. O timecode à esquerda começa com a designação do laboratório do rolo e o código a direita é uma Keykode.

Um workprint é uma versão áspera de um filme, usado pelo editor de filme(s) durante o processo de edição. Tais cópias geralmente contêm o som original que irá ser redublado, imagens com marcadores para adição de cenas ou efeitos especiais e testes de animação para a produção de sequências ou cenas animadas.
Para a maioria do primeiro século do cinema, workprints foram feitos usando a segunda geração de imprime a partir das câmeras originais negativas. Depois que o editor e diretor aprovou a edição final do workprint, as mesmas edições foram feitas pelo negativo. Com a conversão para a edição digital, workprints são geralmente criados em uma edição não-linear do sistema usando cenas telecine do filme original ou fontes de vídeo (em contraste com o pirata "telecine", que é feito com a alta geração de impressão de filmes). Ocasionalmente,  iniciais workprints digitais de filmes têm sido pirateado e disponibilizado na Internet. Eles aparecem, às vezes, meses antes do lançamento oficial.
Há também versões do diretor que estão disponíveis apenas em bootleg; por exemplo, a versão workprint de The Thief and the Cobbler de Richard Williams. Embora estúdios de cinema, geralmente, não façam versões completas de workprints prontamente disponíveis para o público, há exceções; exemplos incluem a "Obra-Em-Progresso", versão de Beauty and the Beast, e a versão Denver/Dallas de pré-lançamento de Blade Runner. Cenas excluídas ou material bônus incluídos em lançamentos de DVD por vezes, são deixados no formato workprint. Um workprint como fonte para um show de televisão vazado é bastante incomum, mas foi o que aconteceu com a terceira temporada do primeiro episódio de Homeland, um mês antes de ir ao ar.